# 週末シンデレラ
「週末シンデレラ」（しゅうまつシンデレラ）は、竹達彩奈の楽曲。エマキガミタが作詞、田上修太郎が作曲を手掛けた。4枚目のシングルとして2013年12月4日にポニーキャニオンから発売された。

## 音楽性
本曲「週末シンデレラ」は、カッコいい曲のため、レコーディングに際しても自身のカラーにカッコよさを加えながら歌ったという。なお当初歌詞を見た際、自身のイメージとは程遠いリア充的な内容であったため歌えるか不安であったという。ちなみにコーラスでは「かわいい女の子」や太った男性などを4役で演じている。楽器編成に関しては、前作までのピアノをベースとしたメロディから管楽器主体のメロディに変更されている。
PVでは、監督の要望で今まで苦手としていたウインクに挑戦している。

## シングルリリース
2013年12月4日にポニーキャニオンから発売された。竹達のシングルとしては前作「時空ツアーズ」から約11か月ぶりのリリースとなる。
初回限定盤 (PCCG-1376) と通常盤 (PCCG-70198) の2種リリースで、初回限定盤には本曲のPVを収録したDVDが同梱されている。
2曲目「マシュマロ」は、丹下桜が作詞を手掛けている。そのため制作に際し丹下の11thシングル「未来からのエアメール」のような世界観で作詞を依頼し、かわいくて甘い曲に仕上がっている。

## シングル収録内容
| #         | タイトル                          | 作詞         | 作曲       | 編曲       | 時間  |
| --------- | --------------------------------- | ------------ | ---------- | ---------- | ----- |
| 1.        | 「週末シンデレラ」                | エマキガミタ | 田上修太郎 | 田上修太郎 | 4:35  |
| 2.        | 「マシュマロ」                    | 丹下桜       | 吉田哲人   | 吉田哲人   | 4:30  |
| 3.        | 「週末シンデレラ (Instrumental)」 |              |            |            | 4:34  |
| 4.        | 「マシュマロ (Instrumental)」     |              |            |            | 4:29  |
| 合計時間: | 合計時間:                         | 合計時間:    | 合計時間:  | 合計時間:  | 18:10 |

| #  | タイトル                         | 作詞 | 作曲・編曲 |
| -- | -------------------------------- | ---- | ---------- |
| 1. | 「週末シンデレラ [Music Video]」 |      |            |

## スタッフ・クレジット
- 竹達彩奈 - ヴォーカル、コーラス
- KENZI MASUBUCHI - ギター
- 原昌和 - ベース
- 福田“TDC”忠章 - ドラムス
- fussy - トロンボーン
- シーサー - トランペット
- NARI - サクソフォーン
- 田上修太郎、NARI、fussy、シーサー - コーラス

## チャート
| チャート（2013年）                | 最高位 |
| --------------------------------- | ------ |
| オリコン                          | 16     |
| Billboard JAPAN Hot 100           | 68     |
| Billboard JAPAN Hot Singles Sales | 12     |
| Billboard JAPAN Hot Animation     | 8      |
| サウンドスキャンジャパン          | 15     |